# Марцін Мортка
Марцін Мортка (пол. Marcin Mortka, 5 квітня 1976, Познань) — польський письменник-фантаст та перекладач з англійської мови.

## Біографія
Марцін Мортка народився в Познані. Навчався на відділі скандинавістики факультету неофілології Познанького університету імені Адама Міцкевича. Працював екскурсоводом на закордонних екскурсіях, переважно в Ісландію, а також вчителем англійської і норвезької мов у школі іноземних мов у Познані. Є любителем рольових ігор, та опублікував низку статей з популяризації рольових ігор у польських журналах. З 2002 року Мортка займається перекладами з англійської мови, зокрема творів Патріка О'Браєна. Як письменник Мортка дебютував у 2003 році фентезійним романом «Остання сага» (пол. Ostatnia saga), дія якого відбувається в середньовічній Скандинавії перед прийняттям християнства. Наступного року вийшло друком продовження роману " дія якої відбувається під час Другої світової війни, а третій роман циклу «Світло після битви» (пол. Świt po bitwie) вийшов друком у 2007 році. У 2006 році вийшов перший роман циклу «Карибський хрестовий похід» (пол. Karaibska krucjata) «Палаючий Юніон Джек» (пол. Płonący Union Jack), а наступного року вийшов другий роман циклу «La tumba de los piratas». Тема хрестових походів продовжена письменником в циклі «Хрестові походи Гастона де Бедо» (пол. Krucjaty Gastona de Baideaux), які виходили друком з 2008 до 2016 року під назвою «Меч і квіти» (пол. Miecz i kwiaty). У 2007—2008 роках вийшли друком дві частини роману «Раґнарок 1940» (пол. Ragnarok 1940), дія якої відбувається в Європі ХХ століття, але поділеній на християнську і язичницьку частини. Марцін Мортка також відомий як автор книг для дітей. З 2002 року він займається перекладацькою діяльністю, зокрема перекладав твори Патріка О'Браєна, Пітера Бретта, Стіва Перрі, Сари Маас, Йона Колфера.

## Вибрана бібліографія

### Цикл «Мідгард»
- Остання сага (пол. Ostatnia saga, 2003)
- Війна рун (пол. Wojna runów, 2004)
- Світло після битви (пол. Świt po bitwie, 2007)

### Цикл «Карибський хрестовий похід»
- Палаючий Юніон Джек (пол. Płonący Union Jack, 2006)
- La tumba de los piratas, 2007

### Цикл «Розколоте небо»
- Дім під розколотим небом (пол. Dom pod pękniętym niebem, 2013)
- Дорога під розколотим небом (пол. Droga pod pękniętym niebem, 2014)
- Війна під розколотим небом (пол. Wojna pod pękniętym niebem, 2015)

### Інші твори
- Раґнарок 1940 (пол. Ragnarok 1940, 2007—2008)
- Меч і квіти (пол. Miecz i kwiaty, 2008—2016)
- Королівська талія (пол. Królewska Talia, 2017)